# Speonomus diecki
Speonomus diecki es una especie de escarabajo del género Speonomus, familia Leiodidae. Fue descrita por Félicien Henry Caignart de Saulcy en 1872. Se encuentra en Francia. 